# Pessina Cremonese
Pessina Cremonese est une commune italienne de la province de Crémone, dans la région Lombardie.

## Administration
| Période                                  | Période | Identité | Étiquette | Qualité |
| ---------------------------------------- | ------- | -------- | --------- | ------- |
|                                          |         |          |           |         |
| Les données manquantes sont à compléter. |         |          |           |         |

### Communes limitrophes
Cappella de' Picenardi, Gabbioneta-Binanuova, Isola Dovarese, Ostiano, Pescarolo ed Uniti, Torre de' Picenardi, Volongo